# 北都プロレス
北都プロレス（ほくとプロレス）は、北海道を中心に活動しているプロレス団体。

## 歴史
- 2004年5月14日、アジアンプロレスを退団したレフェリーのクレイン中條が設立。
- 6月11日、北村農業者トレーニングセンターで旗揚げ戦を開催。[1]
- 2007年3月7日、UHBの番組「参上!裸のヒーローたち 北都プロレス奮戦記」で密着取材が放送された。[2]
- 2013年3月11日、日本列島プロレス連盟の発足に参加[3]。
- 2014年1月10日、NHKの番組「ドキュメント72時間」で密着取材が放送された。
- 6月29日、初の東京大会を東京スポーツ文化館マルチスタジオで開催。
- 2016年10月2日、UHBの番組「Doサンデー 北の開拓者たちで」で密着取材が放送された。
- 2020年6月29日から7月28日、北海道新聞夕刊で全16回のシリーズ記事「北都プロレス『どインディ』のプライド」が掲載された[4]。
- 2023年1月23日、テレビ東京の番組「YOUは何しに日本へ?」でデビューを目指すアメリカ出身のシドニー昌太スティーブンスの密着取材が放送された。

## タイトル
- HWC王座

## 所属選手
- 神田愛実
- ルー・ルルル
- リキンクル
- 北海熊五郎
- シドニー昌太スティーブンス
- クレインマスク
- 松本千穂[5][6]

## スタッフ

### レフェリー
- クレイン中條（代表兼任）
- 北の五郎
- のぶ

### リングアナウンサー
- 池守孝一
- ダン新藤
- 祭太郎

### スタッフ
- 池田昌樹（顧問）
- 河原成幸（マーケティングマネージャー）

## 歴代所属選手
- 吉田考志（2009年11月30日退団）
- 池田昌樹（2018年12月3日引退）
- 河原成幸 (2022年7月31日退団）